# Zentralmuseum der russischen Streitkräfte

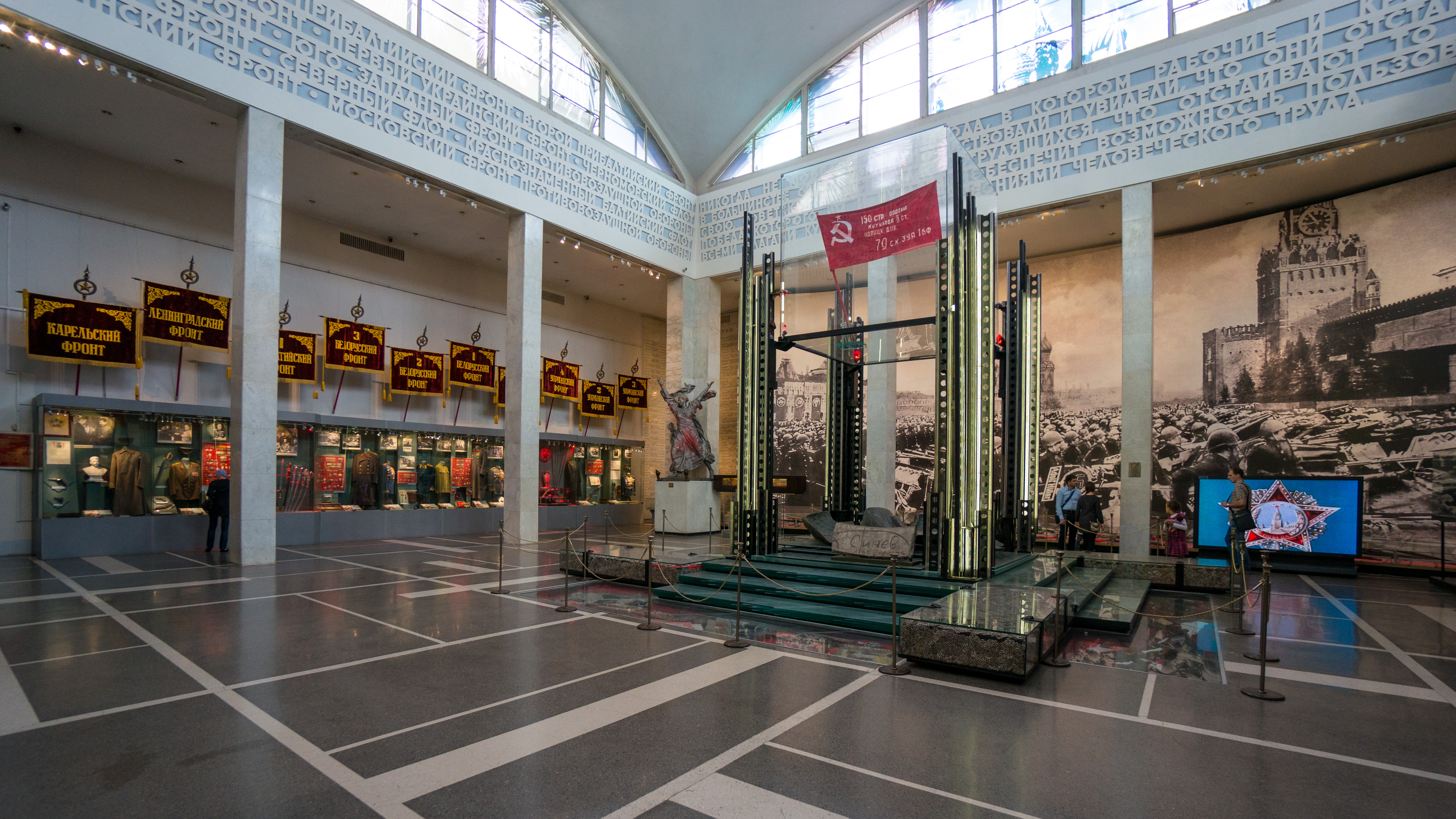
Das Banner des Sieges im Zentralmuseum der Streitkräfte

Das Zentralmuseum der russischen Streitkräfte (russisch Центральный Музей Вооруженных сил) ist das sich in Moskau befindende Museum der russischen Streitkräfte und der ehemaligen Sowjetarmee.

## Geschichte
Die erste Ausstellung militärischer Exponate der Roten Armee wurde am 25. Mai 1919 im damals geschlossenen Warenhaus GUM in Moskau organisiert und von Lenin eröffnet. Zusammen mit einer Militärparade auf dem Roten Platz am gleichen Tag sollte die Stärke der damals noch jungen Streitkräfte Sowjetrusslands vorgeführt werden.
Am 23. Dezember 1919 wurde der Erlass zur Gründung eines Museums zum „Leben der Roten Armee und der Roten Flotte“ herausgegeben. Ziel war es, die Bevölkerung über die Leistungen Sowjetrusslands in der militärischen Ausbildung, Kultur und Politik zu informieren.
Während des 2. Weltkongresses der Komintern wurde eine weitere Sonderausstellung im Kaufhaus GUM organisiert, welche die Taten Sowjetrusslands und seiner Streitkräfte zum Schutz des Proletariats zeigte. 1921 wurde diese Ausstellung endgültig in das Museum der Roten Armee und Flotte umgewandelt, welches 1922 in ein Gebäude nahe der Russischen Staatsbibliothek umzog.
1924 wurde das Museum in Zentralmuseum der Roten Armee und Flotte umbenannt, nachdem in anderen Stätten der Sowjetunion ebenfalls Museen der Roten Armee entstanden waren. 1928 wurde das Museum abermals verlegt, diesmal in einen Seitenflügel des Hauses der Roten Armee.
Nach dem Zweiten Weltkrieg vergrößerte sich der Bestand des Museums beträchtlich und erhielt 1951 den Namen Zentralmuseum der Sowjetarmee. 1965 zog das Museum in das endgültige Gebäude und wurde in Zentralmuseum der Streitkräftemuseen der UdSSR umbenannt. 1993 erhielt es den heutigen Namen.

## Ausstellungen

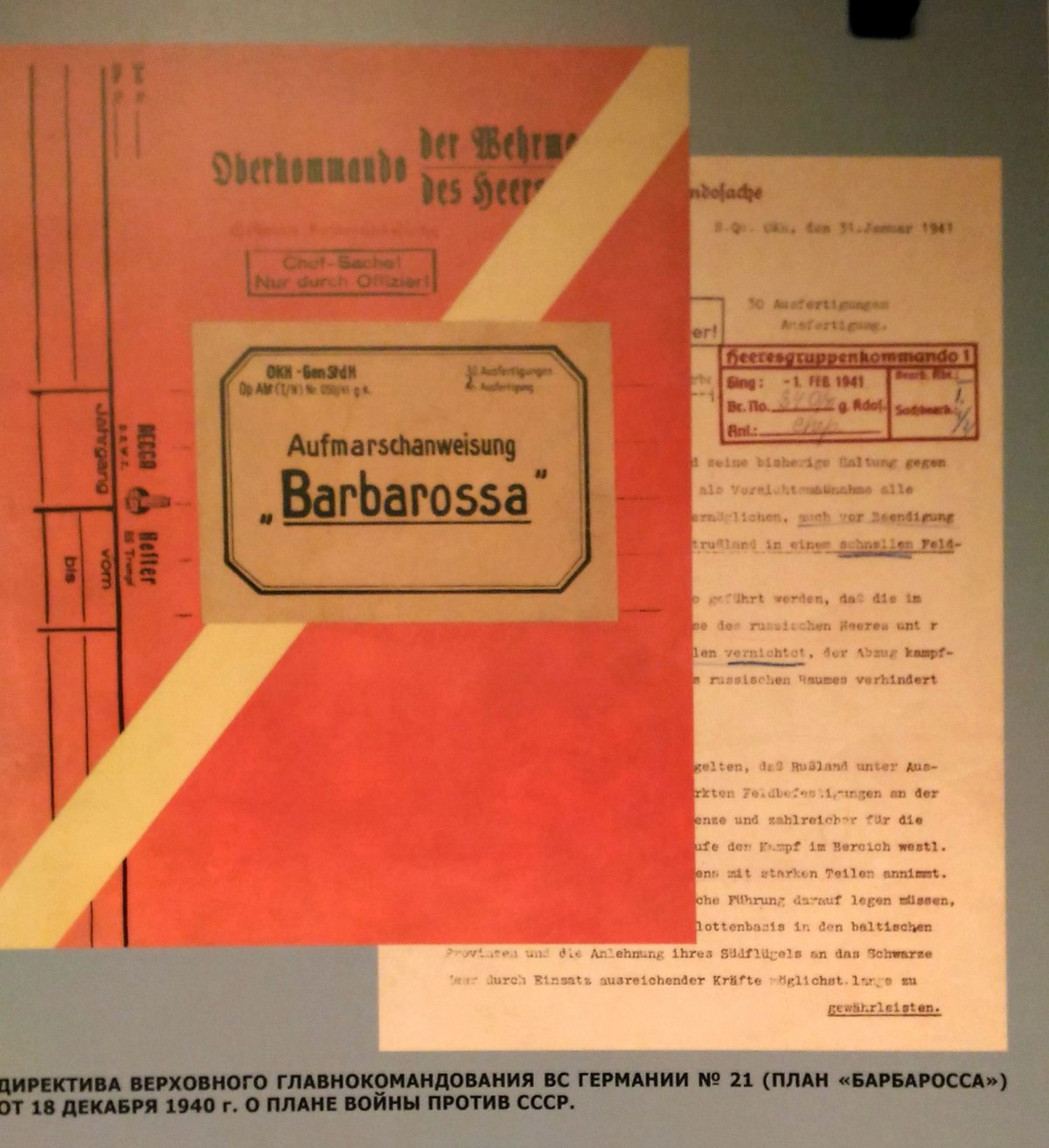
Aufmarschanweisung „Barbarossa“

Schwerpunkt des Museums ist die Geschichte der Roten Armee sowie der russischen Streitkräfte.
Ständige Ausstellungen beinhalten:
- Den Russischen Bürgerkrieg
- Den Großen Vaterländischer Krieg
- Den Kalten Krieg
- Sowjetisch-Afghanischer Krieg und Tschetschenienkrieg
- Entwicklung der Technik der sowjetischen und russischen Streitkräfte

## Exponate

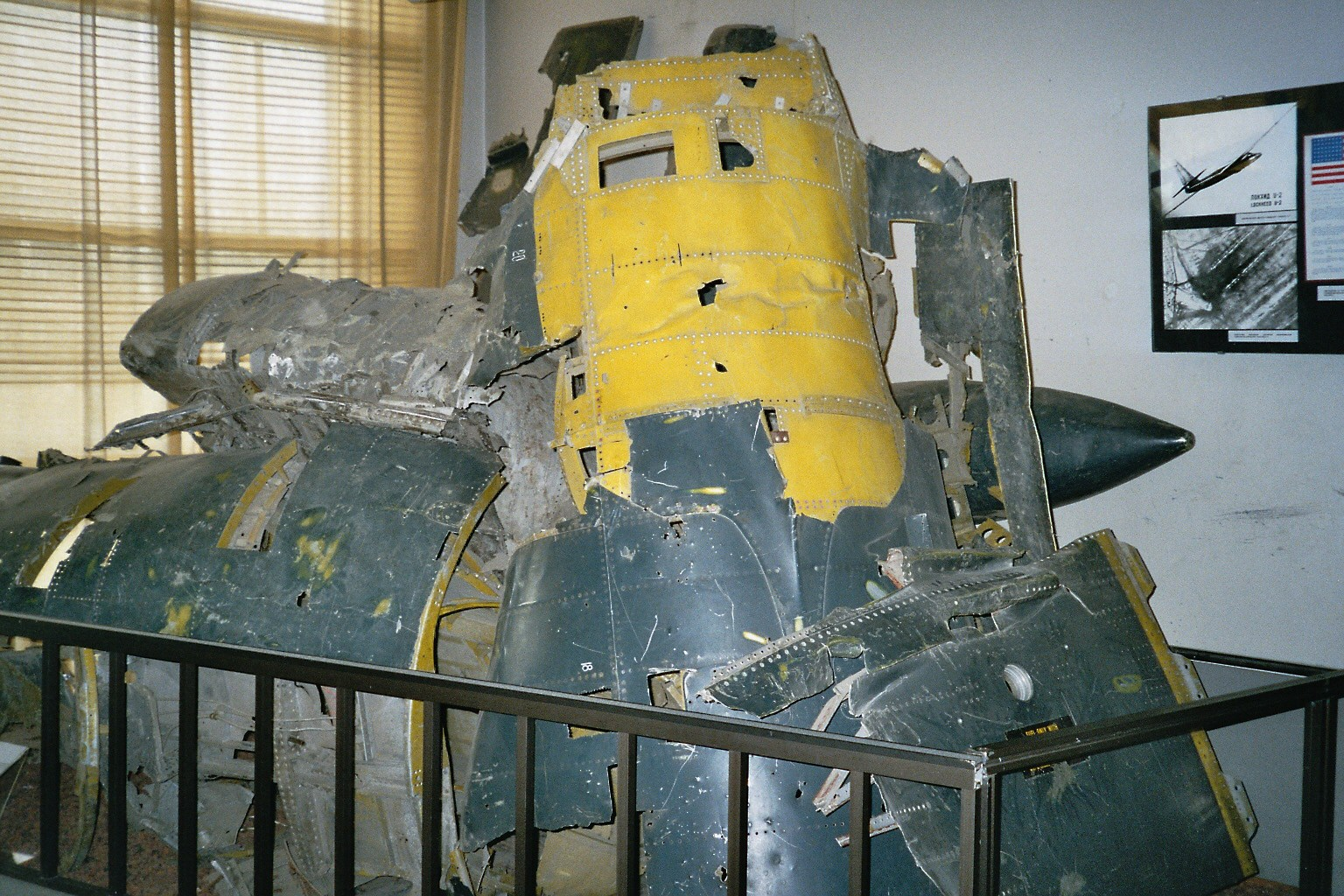
Wrackteile von Powers U-2

Hervorzuhebende Exponate sind unter anderem die zerstörte Gary Powers’ Lockheed U-2, die 1960 über der UdSSR abgeschossen wurde, sowie der größte Teil der Truppenfahnen der Wehrmacht.